# Šalovec
 Šalovec  falu Horvátországban Zágráb megyében. Közigazgatásilag Szentivánzelinához tartozik.

## Fekvése
Zágrábtól 30 km-re, községközpontjától 3 km-re északkeletre fekszik.

## Története
A települést az 1704-es egyházlátogatás említi először "Salocz" alakban. Neve személynévi eredetű. 1720-ban "Salovecz", 1795-ben "Sallovecz" néven említik. 
A falunak 1857-ben 220,  1910-ben 307 lakosa volt. Trianonig Zágráb vármegye Szentivánzelinai járásához tartozott. 2001-ben 168 lakosa volt.

## Lakosság
| Lakosság változása | Lakosság változása | Lakosság változása | Lakosság változása | Lakosság változása | Lakosság változása | Lakosság változása | Lakosság változása | Lakosság változása | Lakosság változása | Lakosság változása | Lakosság változása | Lakosság változása | Lakosság változása | Lakosság változása |
| ------------------ | ------------------ | ------------------ | ------------------ | ------------------ | ------------------ | ------------------ | ------------------ | ------------------ | ------------------ | ------------------ | ------------------ | ------------------ | ------------------ | ------------------ |
| 1857               | 1869               | 1880               | 1890               | 1900               | 1910               | 1921               | 1931               | 1948               | 1953               | 1961               | 1971               | 1981               | 1991               | 2001               |
| 220                | 239                | 226                | 262                | 277                | 307                | 294                | 280                | 229                | 212                | 181                | 144                | 155                | 144                | 168                |

## Külső hivatkozások
- Szentivánzelina község hivatalos oldala
- Kalinski: Ojkonimija zelinskoga kraja. Zagreb. 1985.